# Карое (Одесская область)
Карое (укр. Каре) — село, относится к Николаевскому району Одесской области Украины.
Население по переписи 2001 года составляло 45 человек. Почтовый индекс — 67011. Телефонный код — 8-04857. Занимает площадь 0,87 км². Код КОАТУУ — 5123580403.

## Местный совет
67010, Одесская обл., Николаевский р-н, с. Алексеевка, ул. Ленина